# Hans Hausen
Hans Magnus Hausen, född 12 augusti 1884 i Helsingfors, död där 16 juni 1979, var en finländsk geolog. Han var son till Reinhold Hausen och bror till Ulla Hausen.
Hausen blev filosofie doktor 1927. Han tjänstgjorde 1914–1917 som statsgeolog i Argentina och var 1927–1951 professor i geologi vid Åbo Akademi. Han gjorde på 1910- och 20-talen forskningsresor i Europa, Asien, Nord- och Sydamerika;  efter pensioneringen verkade han i Spanien, där han var sysselsatt med att utforska Kanarieöarnas geologi.
Han utgav de populärt hållna böckerna Över kontinenter och oceaner (1945) och Det blev Kanarieöarna (1947), ett flertal vetenskapliga arbeten samt geologins och mineralogins historia i Finland 1828–1918.

### Uppslagsverk
- Hausen, Hans i Uppslagsverket Finland (webbupplaga, 2012). CC-BY-SA 4.0